# دی بنزپین
دی بنزپین (انگلیسی: Dibenzepin) با نام تجاری Noveril نوعی ضدافسردگی سه‌حلقه‌ای است که برای درمان افسردگی ماژور استفاده میشود. به طور بالقوه میتواند در مواد درد نوروپاتیک نیز تجویز شود.